# Bibliothèque de Töölö
La bibliothèque de Töölö (finnois : Töölön kirjasto) est une bibliothèque du réseau de bibliothèques, située dans le quartier de Taka-Töölö à Helsinki en Finlande.

## Présentation
La bibliothèque compte près de 70 000 livres et une large sélection de journaux et de magazines, d'enregistrements musicaux, de partitions, de jeux, et de disques DVD et Blu-ray. L'accès Internet sans fil est disponible dans tout le bâtiment, et il y a plus d'une douzaine d'ordinateurs à la disposition des usagers.

## Accès
La bibliothèque de Töölö est desservi entre-autres par la runkolinja 20 et la runkolinja 30.